# 黄昏のレンガ路
『黄昏のレンガ路』（Goodbye Yellow Brick Road）は、1973年に発表されたエルトン・ジョンのスタジオ・アルバム。

## 解説
アナログ盤2枚組として製作された。楽曲製作が好調だったため、2枚組になった（アルバムに収録されずシングルB面となったものもある）。殆どの楽曲は1、2テイクで収録されたという。気分を変えてジャマイカでレコーディングする予定が、環境の悪さから、使い慣れたスタジオ（フランスの古城を改築したもの）に戻り製作された。曲自体はジャマイカで殆ど仕上げてしまっていたため、「碧の海ジャマイカにおいで」というレゲエ調の楽曲も存在する。ローリング・ストーンにおけるエルトン・ジョンとバーニー・トーピンのアルバム回想対談で、「キャンドル・イン・ザ・ウインド」についてエルトンは、マリリン・モンローをエルヴィス・プレスリーと同じぐらい好きだと語っている。
ブルー・アイド・ソウルの「ベニー&ジェッツ」は、白人として初めてR&Bチャートの1位を獲得した。エルトン本人は売れるわけがないと思っていたが、ラジオのリクエスト数が後押しとなり、シングル・カットされた。コーラスの美しい「ハーモニー」もシングル・カットの話があったが、5枚もシングルを出すのはどうかと没になった。
なお、邦題は「黄昏の〜」とあるが、「イエロー・ブリック・ロード」とは、ジュディ・ガーランド主演のミュージカル映画『オズの魔法使い』の中の、オズへ続く「黄色いレンガの道」を指している。
「ローリングストーン誌が選ぶオールタイム・ベスト・アルバム500」において第91位。
また、2004年には発売30周年を記念して4曲追加された2枚組のデラックス・エディション、2014年には40周年を記念した4枚組CDとDVDの付いたボックスセット、スーパー・デラックス・エディションとその編集版2枚組ニュー・デラックス・エディションも発売された。

## 収録曲

### オリジナル版
1. 葬送〜血まみれの恋はおしまい（メドレー） - Funeral for a Friend/Love Lies Bleeding
2. 風の中の火のように (孤独な歌手、ノーマ・ジーン) - Candle in the Wind
3. ベニーとジェッツ (やつらの演奏は最高) - Bennie and the Jets
4. グッバイ・イエロー・ブリック・ロード - Goodbye Yellow Brick Road
5. こんな歌にタイトルはいらない - This Song Has No Title
6. グレイ・シール - Grey Seal
7. 碧の海、ジャマイカにおいで - Jamaica Jerk-Off
8. 僕もあの映画をみている - I've Seen That Movie Too
9. スウィート・ペインテッド・レディ - Sweet Painted Lady
10. ダニー・ベイリーのバラード（ケンタッキーの英雄の死） - The Ballad of Danny Bailey(1909-34)
11. ダーティ・リトル・ガール - Dirty Little Girl
12. 女の子、みんなアリスに首ったけ - All the Girls Love Alice
13. ツイストは踊れない - Your Sister Can't Twist(But She Can Rock‘n Roll)
14. 土曜の夜は僕の生きがい - Saturday Night's Alright for Fighting
15. 歌うカウボーイ、ロイ・ロジャース - Roy Rogers
16. こんな僕こそ病気の典型 - Social Disease
17. ハーモニー - Harmony

### 発売30周年記念デラックス・エディション追加収録曲
1. 帰っておいで、僕のところに - Whenever You're Ready(We'll Go Steady Again)

　シングルB面収録時は「帰っておいで、僕のところに（また、うまくやってゆける）」という邦題。
1. いたずらジャック - Jack Rabbit
2. スクリュー・ユー - Screw You(Young Man's Blues)
3. キャンドル・イン・ザ・ウインド (アコースティック・ミックス) - Candle In The Wind (Acoustic Mix)

### 発売40周年記念スーパー・デラックス・エディション収録曲
- ディスク2

Goodbye Yellow Brick Road Revisited
若手アーティストによるカバー。
1. 風の中の火のように（孤独な歌手、ノーマ・ジーン）：エド・シーラン - Candle in the Wind
2. ベニーとジェッツ（やつらの演奏は最高）：ミゲル - Bennie and the Jets
3. グッバイ・イエロー・ブリック・ロード：ハンター・ヘイズ - Goodbye Yellow Brick Road
4. グレイ・シール：ザ・バンド・ベリー - Grey Seal
5. スィート・ペインテッド・レディ：ジョン・グラント (ミュージシャン)（英語版） - Sweet Painted Lady
6. 女の子、みんなアリスに首ったけ：エミリー・サンデー - All the Girls Love Alice
7. ツイストは踊れない：イメルダ・メイ - Your Sister Can't Twist(But She Can Rock‘n Roll)
8. 土曜の夜は僕の生きがい：フォール・アウト・ボーイ - Saturday Night's Alright for Fighting
9. ハーモニー：ザック・ブラウン・バンド - Harmony

Beyond Goodbye Yellow Brick Road
当時のシングルB面曲、アルバム未収録A面曲、デモバージョン集。
1. グレイ・シール（ピアノ・デモ） - Grey Seal(Piano Demo)
2. グレイ・シール（1970バージョン） - Grey Seal(Version 1970)　アルバム「僕の歌は君の歌」のボーナストラックに収録されているバージョン。
3. いたずらジャック - Jack Rabbit
4. 帰っておいで、僕のところに - Whenever You're Ready(We'll Go Steady Again)
5. スクリュー・ユー - Screw You(Young Man's Blues)
6. キャンドル・イン・ザ・ウインド (アコースティック・ミックス) - Candle In The Wind (Acoustic Mix)
7. ステップ・イントゥ・クリスマス - Step Into Christmas
8. ホー、ホー、ホー（七面鳥は誰？） - Ho! Ho! Ho!(Who'd Be A Turkey At Christmas)
9. フィラデルフィア・フリーダム - Philadelphia Freedom
10. ピンボールの魔術師 - Pinball Wizard

- ディスク3
  - Elton John Live at Hammersmith Odeon December 1973

1973年12月22日のロンドン、ハマースミス・オデオンでのライブ。
1. 葬送〜血まみれの恋はおしまい（メドレー） - Funeral for a Friend(Love Lies Bleeding)
2. 風の中の火のように（孤独な歌手、ノーマ・ジーン） - Candle in the Wind
3. ハーキュリーズ（ヘラクレス） - Hercules
4. ロケット・マン - Rocket Man
5. ベニーとジェッツ（やつらの演奏は最高） - Bennie and the Jets
6. ダニエル - Daniel
7. こんな歌にタイトルはいらない - This Song Has No Title
8. ホンキー・キャット - Honky Cat

- ディスク4
  - Elton John Live at Hammersmith Odeon December 1973

1. グッバイ・イエロー・ブリック・ロード - Goodbye Yellow Brick Road
2. ダニー・ベイリーのバラード（ケンタッキーの英雄の死） - The Ballad of Danny Bailey(1909-34)
3. にわとこのワイン - Elderberry Wine
4. 赤鼻のトナカイ - Rudolph The Red-Nosed Reindeer
5. 僕もあの映画をみている - I've Seen That Movie Too
6. 女の子、みんなアリスに首ったけ - All the Girls Love Alice
7. クロコダイル・ロック - Crocodile Rock
8. YOUR SONG（僕の歌は君の歌） - Your Song
9. 土曜の夜は僕の生きがい - Saturday Night's Alright for Fighting

- DVD

Elton John And Bernie Taupin say Goodbye to Norma Jean other thing
1973年製作のドキュメンタリー。
1. イントロダクション
2. エクセブショナル・セルフ
3. レジェンドになりたい
4. 素晴らしい歌詞
5. ロケット・マン
6. いつか有名になる
7. イギリス人は歌詞を聴かない
8. ハーモニー
9. グッバイ・イエロー・グリック・ロード
10. 堕落している
11. シャトー
12. 風の中の火のように（孤独な歌手、ノーマ・ジーン）

### 発売40周年記念ニュー・デラックス・エディション収録曲
スーパー・デラックス・エディションのカバー曲と、ライブより「風の中の火のように」、「グッバイ・イエロー・ブリック・ロード」、「女の子、みんなアリスに首ったけ」、「ベニーとジェッツ」、「ロケット・マン」、「ダニエル」、「ホンキー・キャット」、「クロコダイル・ロック」、「YOUR SONG」を抜粋して収録。
- 作詞　バーニー・トーピン
- 作曲　エルトン・ジョン
  - 「ピンボールの魔術師」のみピート・タウンゼント作。

## 参加ミュージシャン
- エルトン・ジョン - Vocal, Piano, Organ：3,7曲目, Farfisa Organ：5,13曲目, Electric Piano：5,6曲目, Mellotron：5,6,11曲目, Leslie Piano：11曲目
- デイビー・ジョンストン - Electric Guitar：1 - 3,6 - 8,10 - 14,16曲目, Acoustic Guitar：3,8,9,15,17曲目, Leslie Guitar：4曲目, Slide Guitar：13曲目, Steel Guitar：15曲目, Banjo：16曲目, Backing Vocal：1,2,4,10.13,17曲目
- ナイジェル・オルソン - Drums:1 - 4,6 - 17曲目, Conga：6曲目, Tambourine：9曲目, Backing Vocal：1,2,4,10,13,17曲目
- ディー・マレイ - Bass：1 - 4,6 - 17曲目, Backing Vocal：1,2,4,10,13,17曲目
- レイ・クーパー - Tambourine：12曲目
- デヴィッド・ヘンツェル - A.R.P.Synthesizer：1,12曲目
- デル・ニューマン(Del Newman) - Orchestral Arrangement：4,8 - 10,15,17曲目
- プリンス・ライノ(Prince Rhino) - Vocal Interjections：7曲目
- キキ・ディー(Kiki Dee) - Backing Vocal：12曲目
- リロイ・ゴメス(Leroy Gomez) - Saxphone：16曲目

## 製作
- ガス・ダッジョン - Producer
- スティーヴ・ブラウン - Co-ordinator
- デヴィッド・ヘンツェル - Engineer
- デル・ニューマン - Orchestral Arrangement
- デヴィッド・ラーカム&マイケル・ロス - Art Direction & Inside Cover Illustration
- イアン・ベック(Ian Beck) - Outside Cover Illustration
- デヴィッド・スコット(David Scutt) - Illustration「ハーモニー」「土曜の夜は僕の生きがい」

## 参考
- クラシック・アルバムズ〜グッバイ・イエロー・ブリック・ロード〜

往年のアーティストの作品を遡るドキュメンタリー番組のDVD、及びビデオ盤。本放映に加えて、未放映だったこぼれ話が多数収録されている（ビデオ版には未収録）。エルトン、バーニー、当時からのメンバーであるデイビー、ナイジェルに加え、本作で弦編曲を担当したデル・ニューマンらのインタビューを収録。プロデューサーのガス・ダッジョンは楽曲製作についてトラックを操作しながら、細かく解説している。